# Битка при Ватерло
Битката при Ватерло се провежда на 18 юни 1815 г. по време на войната на седмата коалиция между френските войски, водени от Наполеон Бонапарт и обединените британско-холандско-германска армия, командвана от англичанина Артър Уелсли, херцог Уелингтън и пруска армия – от фелдмаршал Гебхард фон Блюхер. Първоначално е наречена от французите битка при Мон-Сен-Жан и от прусите битка при Бел-Алианс . Битката всъщност се провежда на територията на село Мон-Сен-Жан, разположено на няколко километра южно от град Ватерло, където се намира щабът на херцога на Уелингтън.
Това е последната битка на Наполеон I. Неговото поражение слага край на властта му като император на Франция. С битката при Ватерло завършва последният период на управлението му, наречен Стоте дни, който започва през март 1815 г. след завръщането на Наполеон от остров Елба, където е заточен след битката при Лайпциг през 1813 и военните операции във Франция през 1814 г.

## Предистория

### Подготовка
След връщането на Наполеон на власт много страни, които са се съпротивлявали против него, започват да събират войски. Армиите на Блюхер и Уелингтън се дислоцират близо до североизточната граница на Франция. Наполеон предпочита да ги нападне преди да се съберат, вместо да ги изчака да навлязат във Франция. Императорът решава да атакува изненадващо двете армии на Великобритания и Прусия, които са в Белгия и се надява да постигне бърза победа, като използва разхлабената сплотеност на своите противници. В началото на юни той има 125 000 пехотинци с 350 оръдия, внушителна кавалерия (приблизително един кавалерист на всеки 4 пехотинци) и допълнителни войскови части, разположени по източните и южните граници. Императорът решава 124 000 войници от Северната армия да се съберат около Бомонт, за да преминат смело в настъпление. 
Проливните дъждове в началото на юни силно затрудняват придвижването на наполеоновите войски по калните пътища. Въпреки това френската армия достига до противниците преди да успеят да се съединят. Наполеон разделя войските на две и бойните действия започват. Сраженията са равностойни през повечето време. 

### Битки при Катр-Бра и Лини
На 16 юни се провеждат едновременно две битки. При Катр-Бра британско-холандско-германските войски започват с 20000 и завършват с 20000 до 32578 души срещу 20000 до 44000 французи в края на битката според различни източници. Френските войски, командвани от маршал Мишел Ней, побеждават. В битката при Лини Наполеон с 60800 до 75000-80000 души разбива по-многобройните пруски войски на Блюхер около 87000-90000 души, които дават два пъти повече жертви, но не ги разгромява напълно и те отстъпват. Стратегическият замисъл на Наполеон успява. Той успява да разбие противниците поотделно. 
Но новият пруски главнокомандващ Гнайзенау успява да събере остатъците от армията, победена при Лини, за да организира нова атака срещу французите. Наполеон, който изобщо не очаква това, отслабва армията си, отделяйки от нея корпус от 33 000 души на маршал Груши. На него му е наредено да преследва прусите, които според Наполеон трябва да се оттеглят безредно към Маас след поражението при Лигни. Въпреки това пруската армия се събира близо до град Вавър и се свърза с британския командир Уелингтън, който се намира на 20 километра южно от Брюксел, близо до село Ватерло. Прусите предлагат на Уелингтън незабавно да започне нова битка с врага. 
Без да знае нищо за новите договорки на противниците, Наполеон, в навечерието на битката при Ватерло, се присъединява към армията си при Катр-Бра войските на маршал Ней и се придвижва по брюкселския път срещу британците. Не му хрумва, че ще трябва да се бие с прусите, които смята за напълно победени. Наполеон разчита на лесна победа. За да внуши страх на врага и да вдъхне смелост на собствените си войски, той организира военен преглед пред очите на англичаните. Тогава за последен път ветерани, участвали в битките при Пирамидите, Аустерлиц и Бородино, се подреждат пред своя лидер на парада.
При преследването на победената пруска армия Груши проявява нерешителност и не смее да доближи отстъпващия по-многоброен противник, макар и разбит. На 17 срещу 18 юни пруските войски навлизат в град Вавър. Там се прегрупират и нощуват. Груши установява френския корпус извън града достатъчно далеч от преследвания противник, за да не бъде контраатакуван през нощта. Така изпуска прусите от наблюдение. Груши лесно е подведен от опитния тактик Блюхер, който се изплъзва от преследването, за да извърши маневра. Сутринта Блюхер постепенно изтегля войските си в боен ред, но сменя посоката и прави обход на север-северозапад през блатата като се връща, за да се присъедини към частите на англичаните. Във Вавър оставя само малък гарнизон с риск да го изгуби, но да изпрати основните сили в решаващата битка. Френският корпус не знае това и остава в лагера. 

## Същинска битка
Решителната битка става известна като „Битката при Ватерло“. Император Наполеон отлага началото на атаката до 11 часа, докато изчаква калната почва от валелия през нощта дъжд да изсъхне. Той предвижда използване на тежката кавалерия за основния удар, а конете биха затънали в калта.
От началото на битката голямо боеспособно пехотно съединение, заедно с Императорската гвардия, бива ангажирано в боя за напълно безсмисленото от тактическа гледна точка укрепление край чифлика Угомон. Тези подразделения, които биха могли да послужат за резерви, губят сериозна част от личния си състав.
Уелингтън е информиран, че Блюхер е успял да реорганизира армията си и изглежда готов да тръгне на помощ. Затова взема решение да рискува битка срещу силите на Наполеон. Британският генерал разполага хората си в отбрана по склона на Мон-Сен-Жан, близо до пътя за Брюксел, разчитайки на помощта на прусите. Наполеон започва поредица от кървави атаки срещу британските линии, започващи в 11:30 ч. Когато чува далечни гърмежи, френският генерал Жерар от корпуса на Груши призовава маршала „да тръгнат към звука на оръдията“ и да се върнат при Наполеон, но той неотклонно следва поставената преди това задача от императора да преследва отстъпващите пруси на изток, без да знае за маневрата им. Тогава генералът на своя отговорност нарушава заповедта на маршал Груши и повежда дивизията си обратно, но силите му се оказват недостатъчни. Груши дотогава е бил твърде далеч, за да стигне до Ватерло и е изпълнявал предишните заповеди на Наполеон да следва прусите „с меча си зад гърба им“ към Вавър. Така се сблъсква с ариергарда на пруския III корпус под командването на генерал-лейтенант барон фон Тийлман в битката при Вавър. 
Около 13:15 ч. Наполеон вижда първите колони от пруси около село Ласне -Шапел-Сен-Ламберт, на 6,4 до 8,0 km от десния му фланг - около три часа марш за една армия.  Императорът нарежда на маршал Султ да изпрати съобщение до Груши да дойде към бойното поле и да атакува пристигащите пруски войски. Писмото на Султ нареждащо на Груши да се движи бързо, за да се присъедини към Наполеон и да атакува Бюлов, не достига до Груши до 20:00 часа. Корпусът на Груши се е отдалечил твърде много от линията на военните действия и така се поставя в невъзможност да пристигне навреме за решителното сражение. 
Победата дълго време не клони към никоя страна. Редиците на английската армия дълго време с героична смелост отблъскват както огромните маси от пехота, с които френският генерал Ерлон се втурва към войските на Уелингтън, така и такива маси от кавалерията на Ней, които никога преди не са били събрани в един пункт. Английските войски под командването на лорд Уелингтън устояват на няколко поредни френски кавалерийски атаки и с упорита съпротива отстояват позициите. След обед обаче британските редици започват да се колебаят и френските атаки срещу Мон-Сен-Жан - главният център на позицията на Уелингтън - стават все по-страшни. Французите изглеждат близо до победата, но в критичния момент към 14:30 часа на Наполеон докладват, че в гората в тила на десния фланг на френската армия е войската на Блюхер. Докато маршал Груши влиза в бой с отрядите на Тилман при Вавър, основна част на пруска армия се появява на бойното поле, където се провежда решаващата битка. В боя се включват със свежи сили пристигналите 20000 пруси и пробиват десния фланг на французите. Получили помощ, англичаните контраатакуват. Силите се изравняват и битката става много ожесточена. 
В решителната фаза на боя масово пристигат още 30000 пруси. Това най-накрая решава битката в полза на обединените сили, макар че към 19 ч. френският император включва и последния резерв - императорската гвардия. Гренадирите от старата гвардия дават последен отпор по време на битката при Ватерло. От тогава са останали в историята емблематични реплики: 
- „Приемай германеца за мъртъв, само ако видиш главата му отрязана на два метра от тялото!“ – Наполеон;
- След призива на британски офицер: „Храбри французи, предайте се!“, френският офицер Камброн отговаря: „Merde! Гвардията умира, но не се предава!“ Разстрелват гвардейците от упор с топове.

И днес край Ватерло великото сражение се помни с редица паметници, а има и музей, посветен на известната битка. Цялата местност е исторически парк.
Бойното поле в наши дни се намира в Белгия на около 20 км южно от центъра на Брюксел и на около 2 км от град Ватерло. Координатите на мястото на битката са 50°40′45″ с. ш. 4°24′25″ и. д. / 50.679167° с. ш. 4.406944° и. д..